# Alexander Iwanowitsch Brodski
Alexander Iwanowitsch Brodski (russisch Алекса́ндр Ива́нович Бро́дский, ursprünglich Alexander Israilewitsch Brodski; geb. 25. Oktoberjul. / 7. November 1903greg. in Sankt Petersburg, Russisches Kaiserreich; gest. 29. April 1984 in Leningrad, Sowjetunion) war ein sowjetischer Fotograf und Journalist. Er ist der Vater des Schriftstellers Joseph Brodsky.

## Leben und Werk
Brodski wurde 1903 in St. Petersburg als Sohn von Israel Jankelewitsch Brodski (1852–1908), einem Kaufmann und Uhrmacher aus Poltawa, und Rachila Joselewna Brodskaja (geb. Swerdlow, 1874–1936) aus Kronstadt geboren. 1924 beendete er sein Studium an der Geografischen Fakultät der Staatsuniversität Leningrad und anschließend an der örtlichen kommunistischen Journalistenschule. Er heiratete Maria Moissejewna Wolpert (1905–1983), Tochter eines baltischen Vertreters der amerikanischen Nähmaschinenfirma Singer. 1940 bekam das Paar einen Sohn, den späteren Literaturnobelpreisträger Joseph. 

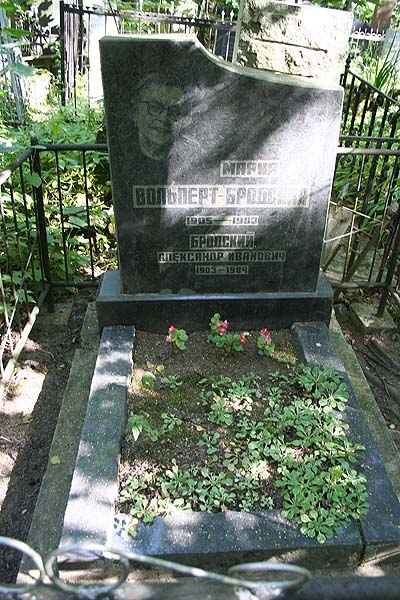
Grabstätte von Alexander Brodski und seiner Frau Maria

Zunächst arbeitete Brodski als Fotoreporter im sowjetisch-finnischen Winterkrieg. Zu Beginn des Deutsch-Sowjetischen Krieges wurde er mobilisiert und arbeitete als Fotokorrespondent für die Leningrader Niederlassung der TASS, wo er das Leben im belagerten Leningrad und den Durchbruch der Leningrader Blockade fotografisch dokumentierte. Die Fotoessays wurden in der Zeitschrift Leningrad und in weiteren Publikationen veröffentlicht. 1944 wurde er zur Schwarzmeerflotte versetzt und arbeitete als militärischer Fotojournalist für die Zeitung Iswestija. Nach dem Ende des Kriegs gegen Deutschland nahm er als Fotojournalist am Krieg gegen Japan teil. Er beendete den Krieg in China im Rang eines Korvettenkapitäns der sowjetischen Marine.
Nach seiner Rückkehr nach Leningrad im Jahr 1948 arbeitete er im Zentralen Marinemuseum als Leiter des Fotolabors. Während Stalins Kampagne gegen „wurzellose Kosmopoliten“ wurde er 1950 demobilisiert und verfasste zu seinem Lebensunterhalt Notizen und Fotoessays für die Zeitung seiner Abteilung. Er versuchte, seinen Sohn an den Beruf des Fotojournalisten heranzuführen und brachte ihm die Kunst der Fotografie bei, was nach Ansicht von Forschern und des Dichters selbst einen gewissen Einfluss auf dessen Arbeit hatte.
Alexander Brodski starb 1984 in Leningrad und wurde auf dem dortigen jüdischen Friedhof begraben.
In der Regel fotografierte Brodski mit einer Spiegelreflexkamera, wobei er die Komposition im Moment der Aufnahme einrahmte, das Hauptmotiv betonte und sich auf wichtige Details konzentrierte. Seine Fotografien zur Dokumentation der Leningrader Blockade werden im Staatlichen Museum zum Gedenken an die Verteidigung und Belagerung Leningrads und im Archiv von RIA Novosti aufbewahrt; sie werden auf internationalen Ausstellungen zum Thema Belagerung gezeigt und zur Illustration von Büchern und Zeitschriften verwendet.

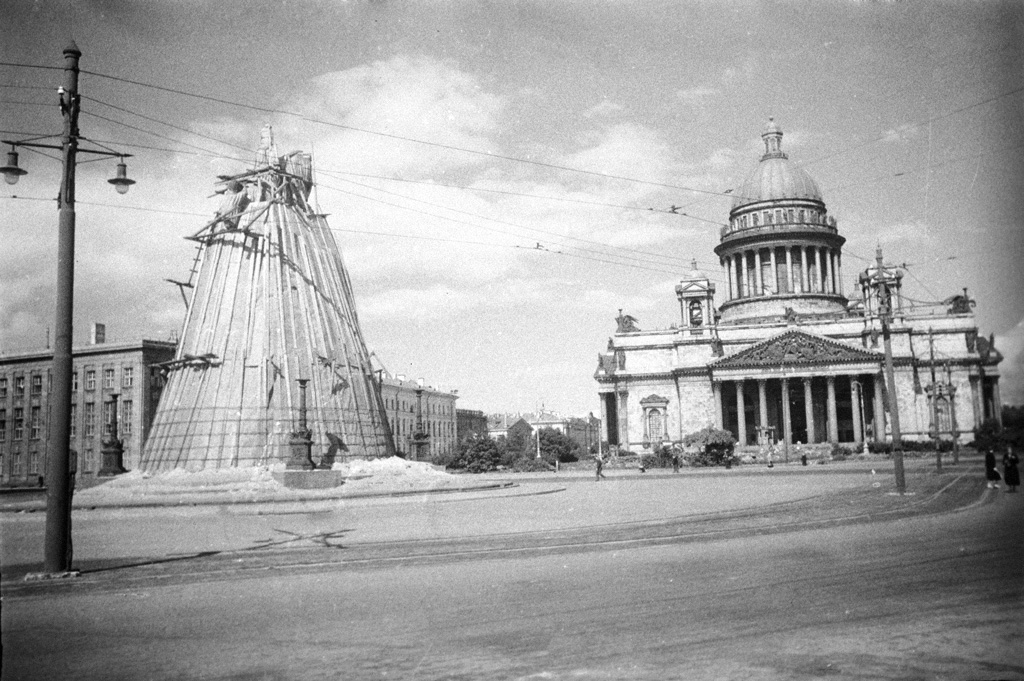
Isaakskathedrale, 11. Juni 1942. Archiv RIA Novosti
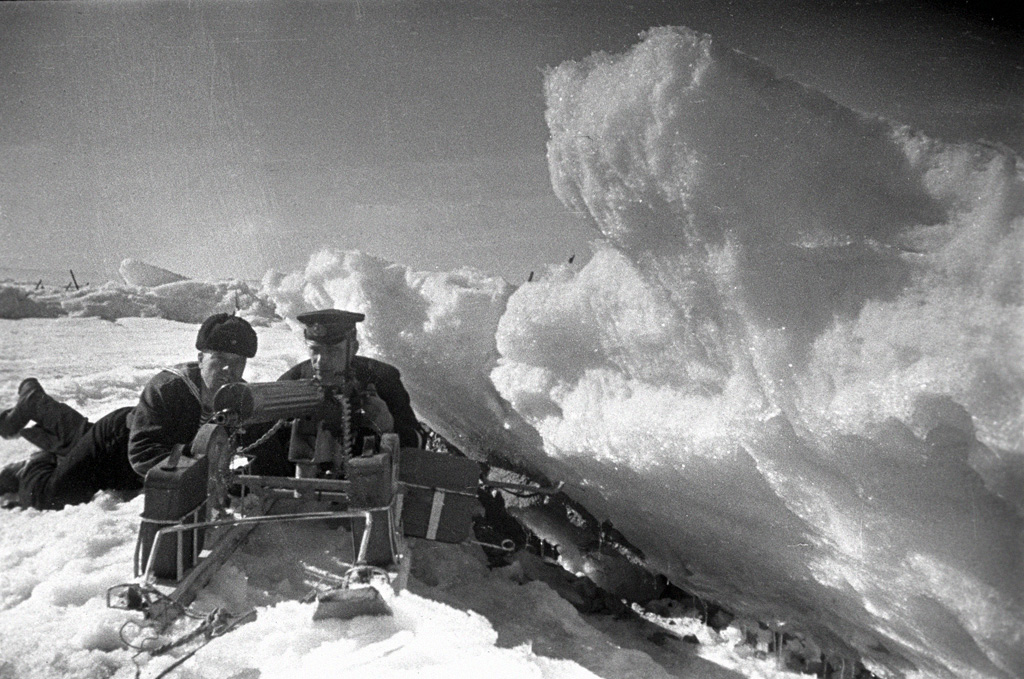
Marineinfanteristen der Baltischen Flotte im vereisten Finnischen Meerbusen, 10. Dezember 1942. Archiv RIA Novosti
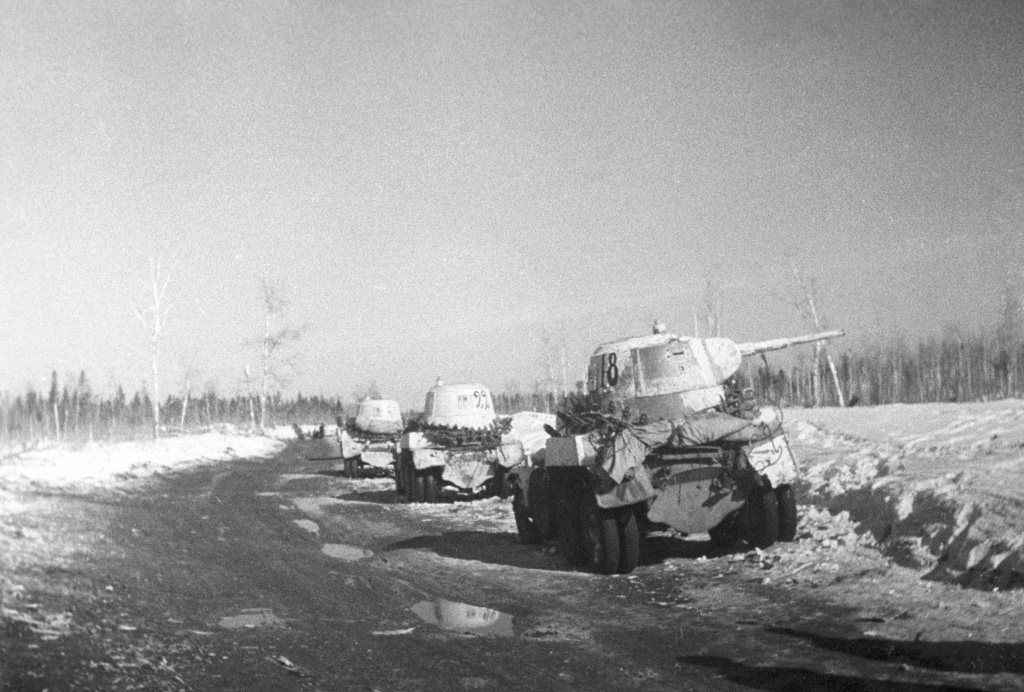
Panzerkolonne an der Leningrader Front, Winter 1942. Archiv RIA Novosti